# Municipalità di Yass Valley
La municipalità di Yass Valley è una local government area che si trova nel Nuovo Galles del Sud. Essa si estende su una superficie di 3.999 chilometri quadrati e ha una popolazione di 15.190 abitanti. La sede del consiglio si trova a Yass.